# Станчова
Станчова (рум. Stanciova) — село у повіті Тіміш в Румунії. Адміністративно підпорядковане місту Рекаш.
Село розташоване на відстані 388 км на північний захід від Бухареста, 28 км на північний схід від Тімішоари.

## Населення
За даними перепису населення 2002 року у селі проживали 402 особи.
Національний склад населення села:
| Національність | Кількість осіб | Відсоток |
| -------------- | -------------- | -------- |
| серби          | 239            | 59,5%    |
| румуни         | 149            | 37,1%    |
| угорці         | 10             | 2,5%     |

Рідною мовою назвали:
| Мова      | Кількість осіб | Відсоток |
| --------- | -------------- | -------- |
| сербська  | 239            | 59,5%    |
| румунська | 152            | 37,8%    |
| угорська  | 9              | 2,2%     |